# Gotai-ōji
Les gotai-ōji (五体王子, litt. « les cinq ōji importants ») sont les cinq principaux sanctuaires shinto composant les kujūkuōji répartis le long des chemins de pèlerinage dans les monts Kii (région de Kumano), au Japon.

## Les cinqōji
- Fujishiro-ōji
- Kirime-ōji
- Inabane-ōji
- Takijiri-ōji
- Hosshinmon-ōji